# Old Louisiana
Pour plus de détails, voir Fiche technique et Distribution.
Old Louisiana est un film américain réalisé par Irvin Willat, sorti en 1937.

## Fiche technique
- Titre original : Old Louisiana
- Réalisation : Irvin Willat
- Scénario : Mary Ireland d'après une histoire de John T. Neville
- Production : E.R. Derr et Bernard A. Moriarty producteur associé
- Société de production et de distribution : Crescent Pictures Corporation
- Direction musicale : Abe Meyer
- Photographie : Arthur Martinelli
- Montage : Donald Barratt
- Direction artistique : Edward C. Jewell
- Costumes : Louis Brown
- Pays d'origine : États-Unis
- Langue : anglais
- Format : Noir et blanc - 35 mm - 1,37:1 - Son mono
- Genre : Western
- Durée : 60 minutes
- Date de sortie : États-Unis 1er mars 1937

## Distribution
- Tom Keene : John Colfax
- Rita Hayworth (sous le nom de Rita Cansino) : Angela Gonzales
- Will Morgan : Steve
- Robert Fiske : Luke E. Gilmore
- Ray Bennett : Flint, l'homme de main de Gilmore
- Budd Buster : Kentuck
- Carlos De Valdez : Gouverneur Juan Buenaventura Gonzales
- Ramsay Hill : James Madison, secrétaire d'État
- Allan Cavan : Président Thomas Jefferson
- Wally Albright : Davey